# Søren Kragh Andersen
Søren Kragh Andersen (Middelfart, 10 de agosto de 1994) es un ciclista profesional danés que desde 2025 corre para el equipo estadounidense Lidl-Trek. Es hermano del también ciclista profesional Asbjørn Kragh Andersen.

## Palmarés
2015
- ZLM Tour, más 1 etapa
- Hadeland G. P.
- 1 etapa del Tour de los Fiordos
- 2 etapas del Tour del Porvenir

2017
- 1 etapa del Tour de Omán

2018
- 1 etapa de la Vuelta a Suiza
- París-Tours[1]

2020
- 1 etapa de la París-Niza
- 2 etapas del Tour de Francia[2][3]
- 1 etapa del BinckBank Tour

2023
- Gran Premio de Fráncfort

2025
- Campeonato de Dinamarca en Ruta

## Resultados en Grandes Vueltas y Campeonatos del Mundo
Durante su carrera deportiva ha conseguido los siguientes puestos en las Grandes Vueltas y en los Campeonatos del Mundo:
| Carrera              | Carrera              | 2013 | 2014 | 2015 | 2016 | 2017  | 2018 | 2019 | 2020 | 2021 | 2022 | 2023  | 2024  | 2025 |
| -------------------- | -------------------- | ---- | ---- | ---- | ---- | ----- | ---- | ---- | ---- | ---- | ---- | ----- | ----- | ---- |
|                      | Giro de Italia       | —    | —    | —    | —    | —     | —    | —    | —    | —    | —    | —     | —     | Ab.  |
|                      | Tour de Francia      | —    | —    | —    | —    | —     | 52.º | Ab.  | 58.º | Ab.  | —    | 122.º | F. c. | —    |
|                      | Vuelta a España      | —    | —    | —    | —    | 106.º | —    | —    | —    | —    | —    | —     | —     | —    |
| Mundial en Ruta      | Mundial en Ruta      | —    | —    | —    | Ab.  | 12.º  | —    | —    | —    | —    | —    | Ab.   | —     | —    |
| Mundial Contrarreloj | Mundial Contrarreloj | —    | —    | —    | 36.º | —     | 18.º | —    | —    | —    | —    | —     | —     | —    |

—: no participa
Ab.: abandono
F. c.: fuera de control

## Equipos
- Trefor (2013-2015)
  - Team Trefor (2013)
  - Team Trefor-Blue Water (2014-2015)
- Giant/Sunweb/DSM (2016-2022)
  - Team Giant-Alpecin (2016)
  - Team Sunweb (2017-2020)
  - Team DSM (2021-2022)
- Alpecin-Deceuninck[5] (2023-2024)
- Lidl-Trek (2025-)